# قطعنامه ۷۲۴ شورای امنیت
قطعنامه ۷۲۴ شورای امنیت سازمان ملل متحد که در تاریخ ۱۵ دسامبر ۱۹۹۱ تصویب شد، سندی بین‌المللی دربارهٔ جمهوری فدرال سوسیالیستی یوگسلاوی است. این قطعنامه طی نشست ۳۰۲۳ام با ۱۵ رای موافق، ۰ مخالف و ۰ ممتنع تصویب شد.